# Гигантская генета
Гигантская генета (лат. Genetta victoriae) — хищное животное семейства виверровых.

## Распространение и места обитания
Обитает в Центральной Африке в Демократической Республике Конго между реками Конго, Луалаба и Убанги. Обнаружена в 1800 м над уровнем моря, однако в горах встречается очень редко. Обитает во влажных тропических лесах на равнинных и невысоких горах. Строго ночной вид.

## Внешний вид и строение
Длина тела с головой 570—575 мм, длина хвоста 440—448 мм, длина ступни задней лапы 98—102 мм. Масса 2,5—3,5 кг.
Эта крупная генета покрыта многочисленными мелкими пятнами и имеет мягкий мех.

## Угрозы и охрана
Серьезных угроз нет. На гигантских генет охотятся ради мяса; шкуры используются для шляп и на другие предметы церемониала. Присутствуют в нескольких природоохранных областях.